# 大北湖
大北湖是一个位于中国宁夏回族自治区银川市的湖泊，面积约为10.23平方千米，属于黄河区。它的一级流域为黄河流域，二级流域为黄河干流水系。